# Mafalda
Mafalda község (comune) Olaszország Molise régiójában, Campobasso megyében.

## Fekvése
A megye északnyugati részén fekszik. Határai: Dogliola, Fresagrandinaria, Lentella, Montenero di Bisaccia, San Felice del Molise, Tavenna és Tufillo .

## Története
A település eredetére vonatkozóan nincsenek pontos adatok. A 13. században Trespaldum néven volt ismert és a D’Evoli család birtoka volt. A következő századokban nemesi birtok volt. A 19. században nyerte el önállóságát, amikor a Nápolyi Királyságban felszámolták a feudalizmust. Nevét 1903-ban változtatták meg III. Viktor Emánuel olasz király lányának, Mafaldának tiszteletére

## Népessége
A népesség számának alakulása:

## Főbb látnivalói
- Palazzo Juliani
- Sant’Andrea Apostolo-templom